# Cheer Up (serie de televisión)
Cheer Up (en hangul, 치얼업; RR: Chieor-eop) es una serie de televisión surcoreana dirigida por Han Tae-seop y protagonizada por Han Ji-hyun, Bae In-hyuk, Kim Hyun-jin, Jang Kyoo-ri, Lee Eun-saem y Yang Dong-keun. Se emitirá desde el 3 de octubre de 2022 por el canal SBS los lunes y martes a las 22:00 horas (hora local coreana).

## Sinopsis
Cheer Up es una comedia romántica con un toque de misterio, centrada en el equipo de animadores de la Universidad de Yeonhee.

## Reparto

### Principal
- Han Ji-hyun como Do Hae-yi, nuevo miembro del equipo de animadores de la Universidad de Yeonhee y estudiante de primer curso del departamento de teología.[5]
  - Park Min-ha como Hae-yi adolescente.[6]
- Bae In-hyuk como Park Jung-woo, presidente del equipo de animadores Theia de la Universidad de Yonhee.[7]
- Kim Hyun-jin como Jin Sun-ho, nuevo miembro del equipo de animadores Theia y estudiante en la Facultad de Medicina de la Universidad de Yeonhee.[8]
- Jang Gyu-ri como Tae Cho-hee, vicepresidenta del equipo de animadores de la Universidad de Yonhee.[9]
- Lee Eun-saem como Joo Sun-ja, miembro de Theia y amiga de Hae-yi.[10][11]
- Yang Dong-keun como Bae Young-woong, exalumno de la Universidad de Yeonhee y seguidor de Theia. Dirige un bar llamado Cheers, un lugar de reunión para el equipo.[4]

### Secundario

#### Animadores de Theia, de la Universidad de Yeonhee
- Lee Jung-joon como Ki Woon-chan, miembro del equipo de animadores de la Universidad de Yeonhee, siempre fue brillante y alegre.[12]
- Han Soo-ah como Choi So-yoon, miembro del club de porristas de la Universidad de Yeonhee.[13]
- Kim Shin-bi como Im Yong-il, nuevo miembro del equipo de animadores de la Universidad de Yeonhee.[14]
- Park Bo-yeon como Lee Yoo-min, el primer amor de Jung-woo. Tuvo un accidente hace dos años que la obligó a abandonar el club.
- Hyun Woo-seok como Kim Min-jae, que se ha unido hasta tres veces al equipo, pero cuya personalidad causa su salida.[15]
- Nam Joong-kyoo como Jung Soo-il, estudiante de último año en la Universidad de Yeonhee y exdirector adjunto de la escuela Cheer Group; es bueno para las acrobacias y tiene buena voz.[16]

#### Universidad de Yeonhee
- Ryu Hyun-kyung como Shin Ji-young, subdirectora de asuntos estudiantiles de la Universidad de Yeonhee.[17]
- Eun Hae-sung como Lee Jae-hyuk, el novio de Hae-yi y estudiante de medicina en la Universidad de Yeonhee.[18]
- Yoo Yi-joon como director del departamento de radiodifusión de la Universidad de Yeonhee.[19]
- Song Duk-ho como Song Ho-min, un miembro del equipo de radiodifusión de la Universidad de Yeonhee.[20][21]

#### Universidad de Hokyung
- Jung Shin-hye como Lee Ha-jin, que dirige el equipo de animadoras de la Universidad de Hokyung.[22]
- Han Soo-ah como Choi Ji-yoon, miembro del club de porristas de la Universidad de Hokyung, la hermana gemela de So-yoon.[13]

#### Familia de Hae-yi
- Jang Young-nam como Sung Choon-yang, la madre de Hae-yi y Jae-yi.[6][23]
- Lee Min-jae como Do Jae-yi, el hermano menor de Hae-yi. Incluso en circunstancias familiares difíciles, es una persona de talento, tranquila y seria.[24][25]
  - Park Min-joon como Jae-yi de niño.

#### Familia de Jung-woo
- Yoon Bok-in como Jung Sun-hye, la madre de Jung-woo.[26]

#### Familia de Sun-ho
- Baek Ji-won como Hwang Jin-hee, la madre de Sun-ho.[27]
- Kwon Hyuk como Jin Min-cheol, el padre de Sun-ho.[26]

#### Otros
- Byun Yoon-jung como Sung Cheol-mo, madre de Lee Sung-cheol y tutora de Hae-yi.[28]
- Lee Seung-min.[29]
- Lee Jong-hyuk como Kyoo-jin.[30]
- Im Ji-ho como Kim Jin-il.[31]

### Apariciones especiales
- Jang Na-ra como Na Jung-sun, estudiante de último año y exanimadora de la Universidad de Yeonhee.[32]

## Producción
La lectura del guion se realizó el 24 de agosto de 2022 en el SBS Ilsan Production Center, con la participación del reparto de actores y el equipo de producción, incluidos el director Han Tae-seop y el guionista Cha Hae-won. Se trata de la primera serie de ambiente universitario que produce SBS desde KAIST, hace 23 años.

## Audiencia
| Temporada | Temporada | Episodio número | Episodio número | Episodio número | Episodio número | Episodio número | Episodio número | Episodio número | Episodio número | Episodio número | Episodio número | Episodio número | Episodio número | Episodio número | Episodio número | Episodio número | Episodio número | Promedio |
| Temporada | Temporada | 1               | 2               | 3               | 4               | 5               | 6               | 7               | 8               | 9               | 10              | 11              | 12              | 13              | 14              | 15              | 16              | Promedio |
| --------- | --------- | --------------- | --------------- | --------------- | --------------- | --------------- | --------------- | --------------- | --------------- | --------------- | --------------- | --------------- | --------------- | --------------- | --------------- | --------------- | --------------- | -------- |
|           | 1         | —               | —               | —               | —               | —               | 508             | —               | 511             | —               | —               | —               | —               | —               | —               | —               | —               | N/A      |

| Episodio | Fecha de emisión        | Índices de audiencia (Nielsen Korea) | Índices de audiencia (Nielsen Korea) |
| Episodio | Fecha de emisión        | Nacional                             | Seúl                                 |
| --- | ----------------------- | ------------------------------------ | ------------------------------------ |
| 1 | 3 de octubre de 2022    | 2,3 % (36.ª)                         | ND                                   |
| 2 | 4 de octubre de 2022    | 2,1 % (32.ª)                         | ND                                   |
| 3 | 10 de octubre de 2022   | 2,2 % (35.ª)                         | 2,8 % (NR)                           |
| 4 | 11 de octubre de 2022   | 2,4 % (27.ª)                         | ND                                   |
| 5 | 17 de octubre de 2022   | 2,4 % (30.ª)                         | ND                                   |
| 6 | 18 de octubre de 2022   | 3.2 % (20.ª)                         | 3.9 % (18.ª)                         |
| 7 | 24 de octubre de 2022   | 2,2 % (33.ª)                         | ND                                   |
| 8 | 25 de octubre de 2022   | 2,6 % (26.ª)                         | ND                                   |
| 9 | 8 de noviembre de 2022  | 2,2 % (27.ª)                         | ND                                   |
| 10 | 14 de noviembre de 2022 | 2,4 % (28.ª)                         | ND                                   |
| 11 | 15 de noviembre de 2022 | 2,2 % (30.ª)                         | ND                                   |
| 12 | 29 de noviembre de 2022 | 2,4 % (27.ª)                         | ND                                   |
| 13 | 5 de diciembre de 2022  | 1,7 % (42.ª)                         | ND                                   |
| 14 | 6 de diciembre de 2022  | 1,8 % (40.ª)                         | ND                                   |
| 15 | 12 de diciembre de 2022 | 1,9 % (34.ª)                         | ND                                   |
| 16 | 13 de diciembre de 2022 | 2,2 % (29.ª)                         | ND                                   |
| Promedio | Promedio                | 2,3 %                                | — %                                  |
| - En la tabla superior, aparecen en azul los índices más bajos, y en rojo los más altos. - NR indica que la serie no se ubicó entre los 20 mejores programas diarios en esa fecha. - ND indica que no se publicaron las calificaciones. |                         |                                      |                                      |

## Premios y nominaciones
| Año  | Premios                   | Categoría                                        | Candidato      | Resultado | Ref.   |
| ---- | ------------------------- | ------------------------------------------------ | -------------- | --------- | ------ |
| 2022 | SBS Drama Awards          | Mejor trabajo de conjunto                        | Cheer Up       | Ganadores | [ 37 ] |
| 2022 | SBS Drama Awards          | Mejor actor revelación                           | Bae In-hyuk    | Ganador   | [ 37 ] |
| 2022 | SBS Drama Awards          | Mejor actor revelación                           | Kim Hyun-jin   | Ganador   | [ 37 ] |
| 2022 | SBS Drama Awards          | Mejor actriz revelación                          | Jang Gyu-ri    | Ganadora  | [ 37 ] |
| 2022 | SBS Drama Awards          | Mejor actriz revelación                          | Lee Eun-saem   | Ganadora  | [ 37 ] |
| 2022 | SBS Drama Awards          | Premio a la gran excelencia, actriz en miniserie | Han Ji-hyun    | Nominada  | [ 38 ] |
| 2022 | SBS Drama Awards          | Premio a la excelencia, actor en miniserie       | Bae In-hyuk    | Nominado  |        |
| 2022 | SBS Drama Awards          | Premio a la excelencia, actriz en miniserie      | Jang Gyu-ri    | Nominada  |        |
| 2022 | SBS Drama Awards          | Mejor actor de reparto en miniserie              | Yang Dong-geun | Nominado  | [ 39 ] |
| 2023 | Blue Dragon Series Awards | Mejor actor revelación                           | Bae In-hyuk    | Nominado  | [ 40 ] |
| 2023 | Blue Dragon Series Awards | Mejor actriz revelación                          | Han Ji-hyun    | Nominada  | [ 40 ] |